# Renesansna arhitektura
Renesansna arhitektura je razdoblje u povijesti arhitekture između 15. i 17. stoljeća koje se javlja, traje i ostavlja različit utjecaj u različitim dijelovima Europe, a odlikuje se preporodom i razvojem određenih konstrukcijskih elemenata starogrčke i rimske arhitekture. Stilski, ovoj arhitekturi prethodila je gotička arhitektura, a nastavila ju je barokna arhitektura. Rana renesansa je nastala u Firenci, djelovanjem jednih od prvih inovatora novog vijeka, Filippom Bruneleschijem, te se ubrzo proširila na ostale talijanske gradove. Vrlo brzo je stigao u Francusku, Španjolsku, Hrvatsku, Njemačku i naposljetku u sve druge europske zemlje poput Engleske i Rusije.
Renesansna arhitektura se odlikuje naglaskom simetrije, proporcija, geometrije i skladnog odnosa dijelova (harmonija), upravo onim pravilima koja su oblikovala arhitekturu klasične antike, osobito rimske arhitekture od koje su ostali mnogi tragovi po kojima su arhitekti mogli učiti. Neke od elemenata koje su preuzeli bili su stupovi, pilastri, grede, polukružni luk, kupole u obliku polulopte, niše i edikule, koji su zamijenili komplicirani proporcionalni sustav nepravilnih srednjovjekovnih građevina.

## Nastanak i odlike
Slijeđenje antičkih elemenata je bilo lako u Italiji jer je ona imala dovoljno klasičnih spomenika kojima se mogla nadahnjivati. U arhitekturi se odmah krenulo od tri već zadata grčka reda ( dorski red, jonski red i korintski red), pa se oblik i veličina stupova nisu morali ponovno određivati, nego se iz antike preuzeo odgovarajući red.
Filippo Brunelleschi (1377. – 1446.) je Firentinac koji se u početku bavio skulpturom i neko vrijeme boravio u Rimu gdje se oduševljava umjetnošću starog Rima. Vrijedno se i sistematski bavio crtanjem antičkih spomenika i zapravo je on otkrio linearnu perspektivu. To njegovo otkriće ostavilo je dalekosežne posljedice za razvoj slikarstva renesanse, međutim on se sam sve više okretao arhitekturi. 
Njegova najvažnija djela na kojima je po prvi puta primijenio ostavštine antike bile su: - kupola Firentinske katedrale (tzv. Duomo iz 1417. g.), Kapela Pazzi u Firenci s klasičnim elementima (polukružni luk, bačvasti svod, trijumfalni luk, arkade, kupola, narteks, centralni tip, grčki križ, kasetiranje, grčki stupovni redovi, i zlatni rez) i crkva San Lorenzo. 
Po njemu je renesansna građevina - kutija koja se mora lako konstruirati, pa su geometrijske i matematičke vrijednosti vrlo jednostavne i do njih se dolazi jednostavnim izračunavanjem. Iz želje za jednostavnošću od svodova se koristi samo bačvasti, polukružni luk, a nekada se svodovi potpuno odbacuju i zamjenjuju ravnom tavanicom od drveta pa zidovi mogu biti tanji i ekonomičniji. Ove tavanice ponekada su jednostavno kasetirane (ravni strop skromno podijeljen, iskasetiran, u kvadrate). Cijelo rješenje osnove renesansne građevine uvijek podliježe zakonu simetrije koja je u arhitekturi renesanse služila kao osnovni princip. 
Slobodan grad važan je u gospodarskom i civilizacijskom smislu za pojavu renesanse u Europi. Renesansa je i poznata po težnji da oblikovanjem prostora stvori tzv. "idealan grad". Općenito napredak tzv. svjetovnog duha renesanse, bogata vlastela i slobodni gradovi ogleda se u isticanju svjetovne arhitekture pred crkvenom. Ovo je vrijeme izgradnje prvih velikih palača, vila i objekata društvenog karaktera pri čemu se preuzima konstrukcija rimskog domusa, vodoravna podjela u dva-tri kata, s jednostavnim ulazom u sredini i prozorima skoro bez ikakvih ukrasa koji se nižu jedan iznad drugog, obično po 9 prozora. 
Leon Battista Alberti je najbolji primjer univerzalnog čovjeka renesanse koji se pokušavao izraziti na raznim poljima. Arhitekturom se počeo baviti relativno kasno (u svojim 40tim), a najprije se bavio raspravama o slikarstvu i kiparstvu. Za njega je idealna građevina centralnog tipa s antičkom dekoracijom. Palača Rucellai u Firenci (1446. – 1451.) je simetrična trokatnica koja ima upečatljivo rustikalno pročelje. Rustika je oblaganje grubim neobrađenim kamenom površina arhitektonskih građevina; česta u renesansi. 
Alberti također postavlja 3 osnovna načela arhitekture po antičkom arhitektu Vitruviju koja su poredana po važnosti: čvrstoća, svrsishodnost i ljepota. Njegova najpoznatija djela su: Palača Rucellai (Firenca), pročelje crkve San Francesco i crkva San Andrea u Mantovi. Fasada crkve San Andrea je uspješna kombinacija rimskih slavoluka i antičkog hrama. On je ujedno prvi arhitekt koji je primijetio važnost okoline za građevinu, zapravo pravilo po kojemu se arhitektura mora uklopiti u sredinu u kojoj se nalazi.
Duždeva palača vojvode Federica de Montefeltra u Urbinu (građena od 1466. do 1472.) je remek-djelo renesansne arhitekture i jedino dokumentacijom dokazano dovršeno djelo dalmatinskog arhitekta Lucijana Vranjanina. Dvorište palače proglašeno je jednim od arhitektonski i cjelovito estetski najutjecajnijih talijanskih djela. Iznimnost urbinske palače još više dolazi do izražaja u usporedbi s ranorenesansnim palačama koje joj neposredno prethode, poput firentinskih palača Medici-Riccardi (Michelozzo) i Palača Ruccelai (Alberti i Rossellino) — jednostavnih kvadratičnih formi s centralnim dvorištem u naslijeđenoj srednjovjekovnoj strukturi, za razliku od urbinskoga grada sagrađenog u obliku palače, samostalne prostorne kompozicije novovjekovne palače i renesansnoga grada. 

## Širenje i raznolikosti
Juraj Dalmatinac je 1441. godine započeo gradnju katedrale sv. Jakova u Šibeniku, prema vlastitu projektu. Mješovito gotičko-renesansnog stila, izuzetna je po dosljednoj primjeni originalne montažne metode konstrukcije uporabom velikih kamenih ploča, pilastara i rebara, povezanih međusobno utorima (bez žbuke), na način uvriježen u drvodeljstvu. Ovu jedinstvenu građevinu trolisnog pročelja u Europi dovršio je Nikola Firentinac. Šibenska katedrala je Nikolu je inspirirala za prigradnju kapele Bl. Ivana Orsinija (1468.) uz Trogirsku katedralu, koja je, kao i šibenska katedrala, sastavljena od velikih blokova kamena izrazitom preciznošću. 
Tijekom 16. stoljeća, Visoka renesansa je u Firenci nastavila producirati velike umjetnike, ali centrom talijanske umjetnosti postao je Rim, gdje su ambiciozni pape Leon X. i Julije II. slavili grad slaveći sebe. U Rimu djeluje Donato Bramante (1444. – 1514.) koji gradi Tempietto (mali hram) – objekt je mali (visina 9 m), kružni sa šesnaest stupova, dva kata s kupolom, lanternom i apsolutno je simetričan. Po skladu i simetriji nazivaju ga "Partenonom" novoga vijeka. Drugi važni arhitekt cinquecenta, još slavniji kao kipar i slikar, je Michelangelo (1475. – 1564.). Njegov genij i njegovi veliki pothvati u svim umjetnostima učinili su ga idolom mnogih generacija umjetnika. Njegova najvažnija djela su Bazilika Svetog Petra, Laurentinska knjižnica u Firenci i Trg Campidoglio u Rimu.
Po nalogu Franje I., inspiratora prve renesanse u Francuskoj, Domenico da Cortona je započeo graditi Dvorac Chambord 1519. godine, ali ga je djelomično projektirao sam Leonardo da Vinci, koji je tada živio u Francuskoj pod kraljevom zaštitom. Opća koncepcija dvorca s golemim kružnim tornjevima još je uvijek srednjovjekovan, ali pravilnost i simetričnost tlocrta ukazuju na direktan utjecaj talijanskih renesansnih ideja. On je bio prvi od mnogih kraljevskih i plemićkih dvoraca u zaštićenoj dolini rijeke Loire, kao što su Dvorac Chenonceaux i Dvorac Fontainebleau, ali i Louvre u Parizu.
Villa d'Este je vila u Tivoliju, u blizini Rima, koja je kao jedinstven primjer renesansne arhitekture i talijanskog vrta s vodenim strukturama u fantastičnoj mješavini arhitektonskih elemenata i poludivlje prirode, koje je imalo snažan utjecaj na europski vrtni urbanizam i kasnije je kopirano u brojnim građevinama od Portugala do Poljske.
Ideali renesanse, koje su promovirali vladari Mantove – obitelj Gonzaga, su prisutni u morfologiji i planu grada Sabbionete. On predstavlja najraniji primjer utjelovljenja renesansne ideje idealnog grada (kao što je i Karlovac). Izgrađena je u drugoj polovici 16. stoljeća za vladavine jednog vladara (Vespasiano Gonzaga Colonna), i može se opisati kao grad jedne vladavine koja odražava red i organiziranost. Jasnog je geometrijskog plana pravilne mreže, a u njoj se nalaze i izvrsne renesansne građevine i umjetnička djela. 
Andrea Palladio (1508. – 80.) je bio arhitekt i teoretičar antičkih tradicija u arhitekturi. Napisao je "Četiri knjige o arhitekturi" kojima je znatno utjecao na razvoj europske arhitekture, osobito u engleskoj gdje se u 17. i 18. stoljeću arhitektura po njegovim načelima smatrala samostalnim pravcem – paladijanizam, koji je bio preteča neoklasicizma u umjetnosti.
Španjolski arhitekt Juan Bautista de Toledo (oko 1530. – 1597.), koji se naukovao u Rimu i Napulju, je počeo utjelovljavati ideju kompleksa u duhu protureformacije kralja Filipa II., 1559. god. Nakon trideset godina gradnje, kompleks El Escorial je dovršio njegov učenik Juan de Herrera. Šturi i strogi stil Escoriala povjesničari su, prema njegovom arhitektu, prozvali "Herrerovim stilom" (Estilo herreresco) koji je uz pleterski stil obilježio španjolsku renesansu. Njegova je građevina i iznimna Archivo de Indias u Sevilli.
Sigismundova kapela Wawelske katedrale u Krakovu neki smatraju za najčišći primjer renesansne arhitekture izvan Italije. Izgradio ju je firentinski arhitekt Bartolommeo Berrecci od 1517. – 33. godine.
Zamość je grad u Poljskoj koji se smatra za savršen primjer renesansnog "idealnog grada" s konca 16. stoljeća koji je zadržao svoj izvorni urbanistički plan i utvrde, kao i veliki broj građevina u kojima su se spojile arhitektonske tradicije središnje Europe i Italije. 
Inigo Jones  (1573. – 1652.) je najvažniji engleski arhitekt koji donosi elemente renesansne arhitekture i klasicističkog baroka u Englesku. U Londonu je izgradio Kraljičinu kuću u Greenwichu, te dijelove kraljevskog dvorca Whitehall za kralja Jakova I. i dr. 
Danski Dvorac Kronborg, na najdaljem vrhu otoka Zelanda, na najužem dijelu tjesnaca Øresund koji dijeli Dansku od Švedske, gdje je ovaj prolaz u Baltičko more ovdje širok tek 4 km, izgradio je Fridrik II. Danski 1585. godine kao pomorsku utvrdu koja je kontrolirala njegov promet. Dvorac je stoljećima bio jedan od najvažnijih, najvećih i najljepših renesansnih dvoraca sjeverne Europe, ali je nemarom radnika izgorio u plamenu 1629. godine. 
Ostale znamenite renesansne građevine:
- Kneževska palača vojvoda od Bragança u Guimarãesu (Portugal) iz 1420. god. izgrađena je po francuskom modelu u Normansko-burgundskom stilu i jedno je od najljepših prijestolnica iz 15. stoljeća.
- Uspenska Gospina katedrala (Moskovski kremlj) je dovršena 1479. godine kao glavna moskovska crkva gdje su krunjeni ruski Carevi. Njeno masivno pročelje iznad kojeg stoji pet zlatnih kupola dizajnirao je arhitekt Aristotele Fioravanti kao kombinaciju tradicionalne ruske arhitekture i talijanske renesanse.
- Kapela Bakócz koju su izgradili talijanski majstori od 1506. – 07. godine od crvenog mramora u Ostrogonu (Mađarska), za kralja Matijaša Korvina.
- Slikoviti dvorac u Litomyšlu (Češka), izgrađen od 1568. – 1581. god.
- Klaustar Samostana Kristovog reda u Tomaru (Portugal), koji je dao izgraditi Ivan III. Portugalski 1557. godine, se smatra za jedan od najboljih primjera renesansne arhitekture u Portugalu.
- Sveućilište u Évori je osnovano kao jezuitsko učilište 1559. godine koje je dao izgraditi kralj Henrik I. Portugalski. Ono ima manirističku crkvu i akademske zgrade oko velikog klaustra iz 17. – 18. stoljeća.
- Drvena Stara crkva u Petäjävesi (Finska) iz 17. stoljeća ima krov s oktagonalnom kupolom koji je oslikan tako da imitira lukove od opeke na kamenim crkvama.

## Renesansni arhitekti
| - Leon Battista Alberti - Domenico dell'Allio - Donato Bramante - Filippo Brunelleschi - Michelangelo Buonarroti | - Nikola Firentinac - Juraj Dalmatinac - Lucijan Vranjanin - Michele Sanmicheli - Michelozzo | - Paskoje Miličević - Andrea Palladio - Rafael - Jacopo Sansovino - Vincenzo Scamozzi |

## Utjecaj i ostavština
Renesansna arhitektura je izravno utjecala na arhitekturu manirizma i baroka, ali i kasnijih stilova koji su cijenili klasične ideale renesanse, kao što su neoklasicizam, i eklektizam postmodere.
Tijekom 19. stoljeća, u duhu historicizma, događa se i obnova renesansne arhitekture (neo-renesansa). Dok se neo-gotika smatrala idealnim stilom za izgradnju crkvenih građevina, neo-renesansa se smatrala prikladnom za profane građevine kao što su gradske vijećnice, banke, gospodski klubovi i stambeni kompleksi. To se nastavilo duboko u 20. stoljeće, osobito na pročeljima tvornica, poslovnih zgrada i velikih trgovina, koje su željele ostaviti dojam otmjenosti i sigurnosti.

## Poveznice
- Renesansno slikarstvo
- Renesansno kiparstvo
- Hrvatska renesansna arhitektura

## Vanjske poveznice
- Renesansna arhitektura na Great Buildings Online